# Сопочаны
Монастырь Сопочаны (серб. Манастир Сопоћани) — сербский православный монастырь с церковью Святой Троицы; расположен близ города Нови-Пазар (юг Сербии).

## История

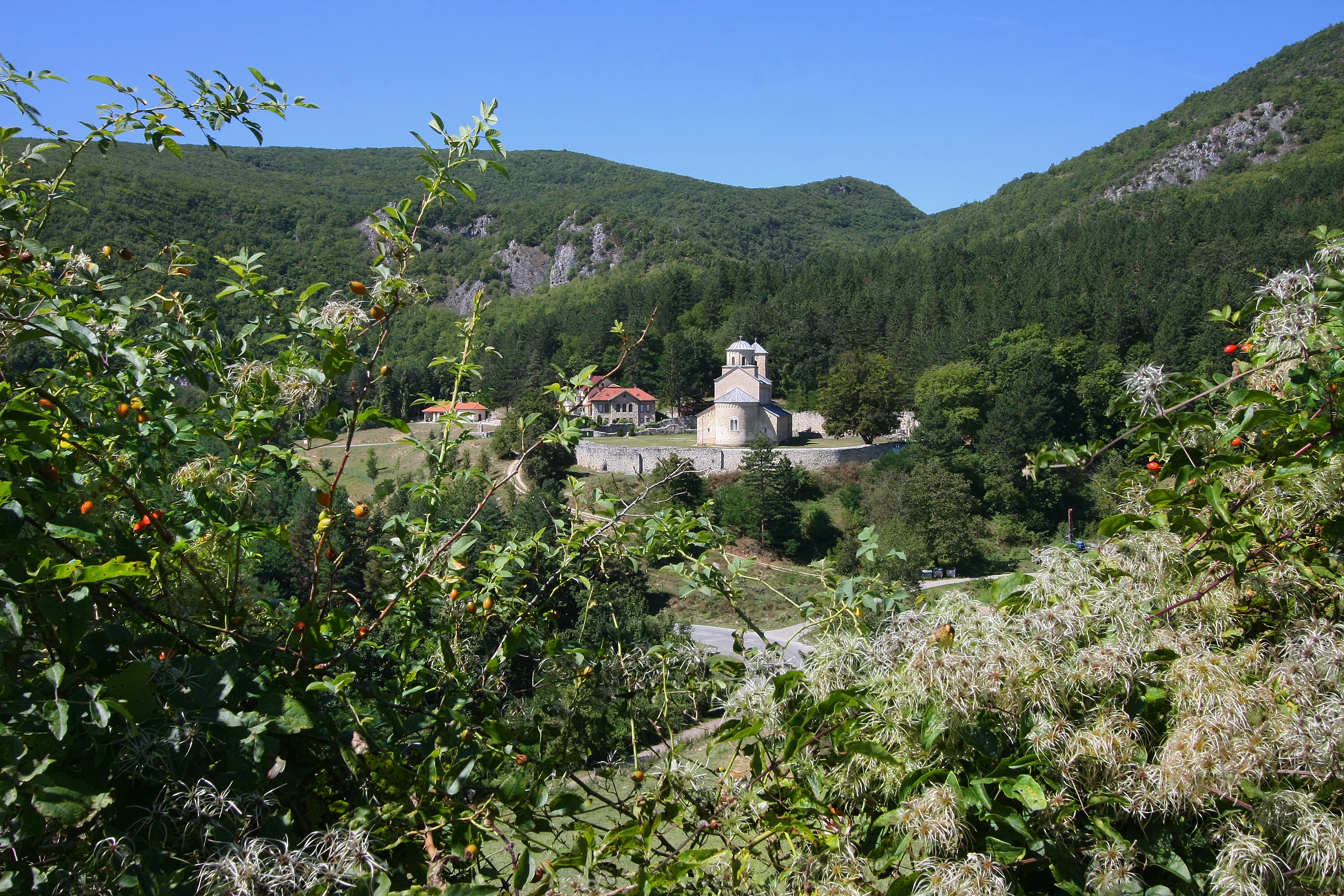
Расположение монастыря

Основан в живописной долине реки Рашки, рядом с древнем Расом — центром Сербского государства Урошем I до 1263 года как мавзолей короля и его семьи. Сохранилась церковь св. Троицы (1264—1265), однонефная постройка рашской школы, отличающаяся стройностью и композиционной цельностью (боковые пристройки (пастофории, певницы и приделы) — первоначальные, открытый притвор и башня над входом — XIV века). В Средние века монастырь был духовным центром, его братия насчитывала свыше 100 монахов.
В 1389 году после Косовской битвы монастырь был сожжен турками; восстановлен при деспоте Стефане. В 1689 году с сожжением обрушением кровли церкви монастырь опустел; реставрирован в 1929, 1948—1956 годах. В 1990-х гг. из монастыря Высокие Дечаны в Сопочаны были перенесены мощи святых врачей-бессребреников Косьмы и Дамиана.
В 1979 года включен в список объектов Всемирного наследия ЮНЕСКО.

## Живопись

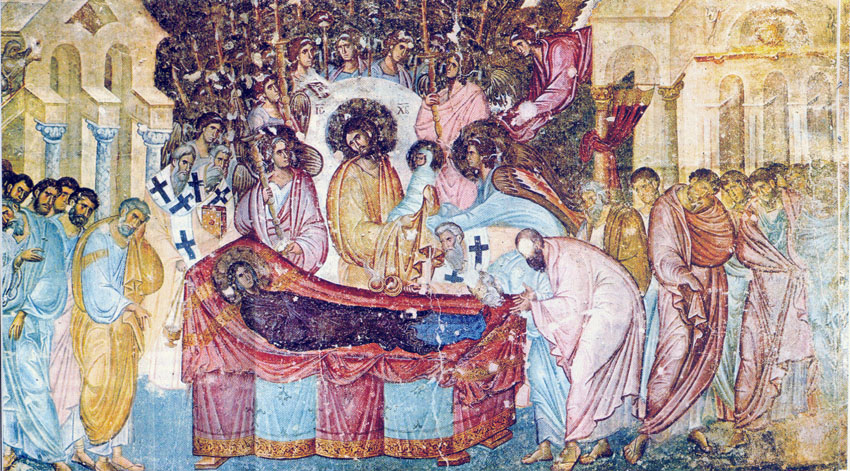
Успение Богоматери. Фреска.

Фрески Сопочан — одного из центральных созданий византийского искусства — отличают внутренняя сосредоточенность образов, крупные масштабы, лапидарные формы, светлый колорит, в образах нет ничего эффектного, чрезмерно конкретного и чувственного, но впечатление покоя и величия. Фрескам Сопочан близки фрески других сербских монастырей этого периода (фрески в церкви Святых Апостолов в Печской патриархии, 1260 год; в церкви Успения монастыря Морача, 1251—1252).
Около 1265 года церковь расписана фресками (в центральной части храма имитируют мозаику). В апсиде изображены Богородица с Младенцем и с двумя ангелами по сторонам, Причастие апостолов, Поклонение Жертве (в процессии изображены архиепископы Сербские Савва I, Арсений I, Савва II), на стенах — Великие праздники, на западной стене — Успение Богоматери, на хорах — Сорок мучеников, Гостеприимство Авраамово и апостолы, в нартексе — Вселенские соборы, Притча о праведном Иосифе, Древо Иессеево, Страшный суд, портреты ктиторов, смерть Анны Дандоло, матери ктитора; в южном притворе — Житие святого Симеона Немани, в северном — Стефана Первомученика. В боковых пристройках сохранились фрески конца XIII века, начала XIV века и XVI—XVII веков.